# Unione Sportiva Triestina 1931-1932
Questa voce raccoglie le informazioni riguardanti l'Unione Sportiva Triestina nelle competizioni ufficiali della stagione 1931-1932.

## Rosa
| N. |                   | Ruolo | Calciatore         |
| -- | ----------------- | ----- | ------------------ |
|    | Italia (bandiera) | P     | Alessandro Bonetti |
|    | Italia (bandiera) | P     | Egidio Umer        |
|    | Italia (bandiera) | D     | Elio Loschi        |
|    | Italia (bandiera) | D     | Riccardo Colombani |
|    | Italia (bandiera) | C     | Carlo Rigotti      |
|    | Italia (bandiera) | C     | Bruno Castellani   |
|    | Italia (bandiera) | C     | Mario Villini      |
|    | Italia (bandiera) | C     | Marcello Cuffersin |
|    | Italia (bandiera) | C     | Andrea Capitanio   |
|    | Italia (bandiera) | C     | Rodolfo Tommasi    |
|    | Italia (bandiera) | C     | Aldo Vollono       |

| N. |                   | Ruolo | Calciatore        |
| -- | ----------------- | ----- | ----------------- |
|    | Italia (bandiera) | C     | Francesco Pescia  |
|    | Italia (bandiera) | C     | Coriolano Palumbo |
|    | Italia (bandiera) | C     | Rodolfo Puttar    |
|    | Italia (bandiera) | C     | Mario De Bartoli  |
|    | Italia (bandiera) | A     | Nereo Rocco       |
|    | Italia (bandiera) | A     | Renato De Manzano |
|    | Italia (bandiera) | A     | Piero Pasinati    |
|    | Italia (bandiera) | A     | Luigi Colaussi    |
|    | Italia (bandiera) | A     | Deo Baldi         |
|    | Italia (bandiera) | A     | Ettore Brossi     |
|    | Italia (bandiera) | A     | Luciano Bottazzi  |

## Statistiche

### Statistiche di squadra
| Competizione | Punti | In casa | In casa | In casa | In casa | In casa | In casa | In trasferta | In trasferta | In trasferta | In trasferta | In trasferta | In trasferta | Totale | Totale | Totale | Totale | Totale | Totale | DR  |
| Competizione | Punti | G       | V       | N       | P       | Gf      | Gs      | G            | V            | N            | P            | Gf           | Gs           | G      | V      | N      | P      | Gf     | Gs     | DR  |
| ------------ | ----- | ------- | ------- | ------- | ------- | ------- | ------- | ------------ | ------------ | ------------ | ------------ | ------------ | ------------ | ------ | ------ | ------ | ------ | ------ | ------ | --- |
| Serie A      | 27    | 17      | 6       | 7       | 4       | 25      | 22      | 17           | 2            | 4            | 11           | 17           | 39           | 34     | 8      | 11     | 15     | 42     | 61     | -19 |

### Statistiche dei giocatori
| Giocatore     | Serie A  | Serie A |
| Giocatore     | Presenze | Reti    |
| ------------- | -------- | ------- |
| D. Baldi      | 16       | 4       |
| A. Bonetti    | 33       | -59     |
| L. Bottazzi   | 1        | 0       |
| E. Brossi     | 7        | 3       |
| A. Capitanio  | 20       | 0       |
| B. Castellani | 30       | 11      |
| L. Colaussi   | 20       | 2       |
| R. Colombani  | 5        | 0       |
| M. Cuffersin  | 25       | 0       |
| M. De Bartoli | 2        | 0       |
| R. De Manzano | 33       | 7       |
| E. Loschi     | 15       | 0       |
| C. Palumbo    | 9        | 2       |
| P. Pasinati   | 32       | 1       |
| F. Pescia     | 10       | 0       |
| R. Puttar     | 2        | 0       |
| C. Rigotti    | 30       | 0       |
| N. Rocco      | 33       | 6       |
| R. Tommasi    | 13       | 3       |
| E. Umer       | 1        | -2      |
| M. Villini    | 26       | 0       |
| A. Vollono    | 11       | 3       |